# روابط اسرائیل و کره شمالی
روابط اسرائیل و کره شمالی خصومت آمیز است. کره شمالی اسرائیل را به رسمیت نمی‌شناسد و آن را به عنوان یک «دست نشانده امپریالیستی» آمریکا محکوم می‌کند.
از ۱۹۸۸ کره شمالی تمام خاک اسرائیل به جز بلندی‌های جولان که به صورت بین‌المللی برای سوریه به رسمیت شناخته می‌شود را برای فلسطین به رسمیت می‌شناسد. اسرائیل برنامه هسته ای و موشکی کره شمالی را خطری برای جهان معرفی می‌کند.